# Вал (городище)
Вал — археологический памятник, древнерусское городище, один из немногих полностью исследованных памятников времён Киевской Руси. Расположенный на правом берегу реки Черногузка (приток Стыра, бассейна Днепра) у села Городище Луцкого района Волынской области. Исследовано 34 жилища-полуземлянки, 26 сооружений производственного и хозяйственно-бытового назначения, 40 хозяйственных ям разного характера и 8 очагов вне сооружений. Найдено более 20 тысяч фрагментов керамики, железные орудия труда, остатки оружия, разнообразные предметы быта, клад серебряных украшений, изделия из цветных металлов, камня, кости. Памятник датируется концом X или XI столетием и является остатком феодального замка.